# アレクサンデル・コリン
アレクサンデル・コリン（Alexander Corryn 、1994年1月3日 - ）は、ベルギー・ヘント出身のプロサッカー選手。ワースラント＝ベフェレン所属。ポジションは、ディフェンダー（レフトバック）。

## タイトル
メヘレン
- ベルギーカップ: 2018-19[1]